# 姚元浩
姚元浩（1982年4月19日—），本名鄧詠麟，台灣男演員、主持人。

## 生平
姚元浩出生於基隆市，畢業於培德工家。由於青少年時期的意外，導致右腳掌韌帶斷裂，他免服義務兵役。

## 個人生活
姚元浩曾和隋棠歷經分分合合的戀情。在與隋棠第二次及第三次分手的期間，他曾先後和洪小鈴、王心凌有戀情。2012年他第四次與隋棠分手後，王心凌被隱射介入兩人的關係；王心凌2012年5月7日透過記者會否認，堅稱交往是在兩人分開的期間，並在兩人復合後退出。隋棠隔日受訪時承認分手，並在評論八卦時坦言：「我的心好像被美工刀一筆一筆的割著。」姚元浩當晚首度為此發聲：「人生的感情事件中，男生永遠要站在承擔的那一方，再次對於兩位近日來受到傷害的朋友，在此深深的表達歉意。」

## 電視劇
| 年份   | 頻道             | 劇名                           | 角色   | 備註       |
| 1999年 | 公視             | 《強盜與天使》                 |        |            |
| 2002年 | 華視             | 《吐司男之吻Ⅱ愛情本事》        | 林元浩 |            |
| 2002年 | 中視、東森戲劇台 | 《甜檸檬之戀》                 | 孫皓   | 第二男主角 |
| 2003年 | 中視、東森戲劇台 | 《熟女慾望日記》               | 李維   |            |
| 2004年 | 東森戲劇台       | 《老婆大人》                   | 趙大強 | 第三男主角 |
| 2004年 | 東森戲劇台       | 《婆媳過招千百回》             | 浩天   |            |
| 2004年 | 東森戲劇台       | 《后天美女》                   | 羅志明 |            |
| 2005年 | 華視             | 《青春達陣》                   | 何世傑 | 第二男主角 |
| 2005年 | 東森戲劇台       | 《艾曼紐要怎樣》               | Jason  | 客串       |
| 2006年 | 華視             | 《戀愛女王》                   | Rayman |            |
| 2007年 | 華視             | 《太陽的女兒》                 | 張俊偉 |            |
| 2007年 | 華視             | 《麻雀愛上鳳凰》               | Larry  | 第二男主角 |
| 2008年 | 華視             | 《歡喜來逗陣》                 | George |            |
| 2008年 | 台視             | 《幸福捕手》                   | 光群   |            |
| 2009年 | 公視             | 《人生劇展－搏浪》             | 何浩陽 | 第一男主角 |
| 2010年 | 民視             | 《新兵日記》                   | 孫安邦 | 第一男主角 |
| 2011年 | 民視             | 《廉政英雄 第一單元：飆速100》 | 姚順風 | 單元男主角 |
| 2012年 | 客家電視台       | 《木蘭花》                     | 江     | 第一男主角 |
| 2013年 | 台視、三立都會台 | 《大紅帽與小野狼》             | 安德風 | 第一男主角 |
| 2013年 | 湖南衛視 華視    | 《花非花霧非霧》               | 耿若塵 | 第二男主角 |
| 2013年 | 深圳衛視         | 《一克拉夢想》                 | 周旋   | 第一男主角 |
| 2013年 | 台視、三立都會台 | 《回到愛以前》                 | 陸希唯 | 第一男主角 |
| 2013年 | 衛視中文台       | 《幸福街第3號出口》            | 徐立洋 | 第一男主角 |
| 2015年 | 台視             | 《哇！陳怡君》                 | 江也晴 | 第一男主角 |
| 2024年 | CATCHPLAY+       | 《都市懼集-吸菸區》            | 文耀   | 男主角     |

### 網絡劇
| 年份 | 頻道     | 劇名       | 角色   |
| 待播 | 中國大陸 | 《雙棲者》 | 宇文俊 |

## 電影
| 上映年份 | 電影名稱   | 飾演   | 導演   |
| 1999年   | 黑暗之光   | 阿麟   | 張作驥 |
| 2000年   | 晴天娃娃   |        |        |
| 2002年   | 美麗時光   |        | 張作驥 |
| 2002年   | 藍色大門   |        | 易智言 |
| 2010年   | 三振       |        |        |
| 2014年   | 鐵獅玉玲瓏 | 林尚智 | 澎恰恰 |
| 2019年   | 第九分局   | 警察   | 王鼎霖 |

## MV
- 2011年《新兵日記大樂兵電視原聲帶》『同一片天空』
- 2011年《SD5》『Everything I do』

## 單曲作品
| 年份 | 歌曲                | 專輯                          | 出版       |
| 2010 | 〈三振〉、〈晴天〉  | 《三振 Strike Out》電影原聲帶 | 盈創傳媒   |
| 2011 | 〈同一片天空〉      | 《新兵日記》大樂兵電視原聲帶  | Sony Music |
| 2011 | 〈Everything I do〉 | 《SD5：同名專輯》             | 環球唱片   |

## 主持作品
- 《食字軍東征》
- 中視《喜從天降》
- 2003年 東森《食全食美》
- 2004年 超視《娛樂星新聞》
- 2005年 中視《MIT台灣誌》
- 2007年 民視交通台《決戰衝浪勝地》
- 2010年 民視《新兵進行曲》
- 2014年 中視《萬秀大勝利》
- 2014年 公視《元味好生活》
- 2020年 台視、三立都會台《全明星運動會》實境節目紅隊隊長
- 2021年-2022年 三立都會台《就是這味─玖浩吃》
- 2022年 TVBS歡樂台、台視主頻、 Netflix《來吧！營業中》第一季實境節目成員
- 2022年 台視、衛視中文台、 Netflix《嗨！營業中》實境節目成員
- 2023年 台視、衛視中文台、 Netflix《嗨！營業中》第二季實境節目成員
- 2023年 台視、三立都會台、 Netflix《嗨！營業中》第三季實境節目成員
- 2024年 台視、八大綜合台、 中華電信MOD/Hami video《我的明星村長》第1季實境節目成員
- 2024年 台視、八大綜合台、 Netflix《嗨！營業中》第四季實境節目成員
- 2024年 台視、八大綜合台、 Netflix《全明星！出發吧》實境節目成員
- 2025年 台視、八大綜合台、 Netflix《嗨！營業中》第五季實境節目成員

## 著作
- 2006年《浪人‧衝浪‧海洋》/ 沃爾文化 / ISBN 9789861276762
- 2007年《元浩衝浪教室》/ 凱特文化 / ISBN 9789868349544

## 獎項紀錄
| 年份   | 獎項          | 類別                   | 節目             | 結果 | 附註   |
| ------ | ------------- | ---------------------- | ---------------- | ---- | ------ |
| 2013年 | 第2屆華劇大賞 | 新浪微博人氣獎         | 《回到愛以前》   | 提名 |        |
| 2013年 | 第2屆華劇大賞 | 最佳催淚獎             | 《回到愛以前》   | 提名 | 與魏蔓 |
| 2013年 | 第2屆華劇大賞 | 最佳螢幕情侶獎         | 《回到愛以前》   | 提名 | 與魏蔓 |
| 2013年 | 第2屆華劇大賞 | 最佳接吻獎             | 《回到愛以前》   | 提名 | 與魏蔓 |
| 2013年 | 第2屆華劇大賞 | 海外最受歡迎獎         | 《回到愛以前》   | 提名 |        |
| 2013年 | 第2屆華劇大賞 | 最佳男演員獎           | 《回到愛以前》   | 提名 |        |
| 2024年 | 第59屆金鐘獎  | 益智及實境節目主持人獎 | 《嗨！營業中》s3 | 提名 |        |

## 外部連結
- 姚元浩的Facebook專頁
- 姚元浩的Instagram帳戶
- 姚元浩的新浪微博
- 姚元浩在互联网电影资料库（IMDb）上的資料（英文）
- 姚元浩在香港影庫上的簡介
- YouTube上的姚元浩頻道